# Sinan Ören
Sinan Ören (* 21. November 1987 in Eskişehir) ist ein türkischer Fußballtorwart.

## Karriere

### Verein
Ören ist seit Juli 2004 bei Eskişehirspor unter Vertrag. Sein Debüt gab er am 3. Dezember 2006 gegen Diyarbakırspor in der 2. Liga. In seinen ersten drei Jahren kam er einige Male zum Einsatz, jedoch reichte es nicht zum Stammplatz. Deshalb wechselte Ören auf Leihbasis zu Göztepe Izmir und Balıkesirspor.
Im Sommer 2016 wechselte er zum Ligarivalen Şanlıurfaspor.

### Nationalmannschaft
Sinan Ören spielte einmal für die türkische U-19 Auswahl.